# 콘돌은 날아간다
"콘돌은 날아간다"는 2013년에 개봉한 대한민국의 영화이다.

## 캐스팅
- 조재현 : 박 신부 역
- 배정화 : 수현 역
- 유연미 : 연미 역
- 김효인 : 도마 역
- 김문홍 : 노 신부 역
- 유순철 : 박신부 부친 역
- 조창주 : 김 형사 역
- 임호영 : 동료직원 역
- 임성실 : 식당 아주머니 역
- 정민규 : 복사아이 1 역
- 황자람 : 복사아이 2 역
- 이정순 : 고해성자신자 역
- 허종오 : 일본여행객 역
- 이재석 : 동료형사 역
- 윤영진 : 의경 역
- 길동수 : 최 신부 역
- 이형원 : 미사 신자들/청년 신자들 역
- 임희선 : 미사 신자들/청년 신자들 역
- 한은영 : 아파트 신자들 역
- 한지우 : 캐롤 아이들 역
- 박성진 : 청년 신자들 역
- 손민식 : 영안실직원 역
- 안현준 : 영안실직원	 역